# National Television Awards
National Television Awards (NTA, с англ. — «Национальная телевизионная премия») — британская награда, вручаемая ежегодно за достижения в области национального телевидения. Основана в 1995 году и транслируется сетью ITV. National Television Awards — самая заметная церемония, результаты которой определяются голосованием широкой публики, и часто выступает под брендом «самый большой вечер года на телевидении».

## История
Первая церемония вручения премии National Television Awards, ведущим которой был Эймонн Холмс, в Конференц-центре Уэмбли. С 1996 года традиционно проводилась в октябре в Альберт-холле, и её ведущим был сэр Тревор Макдональд. Макдональд покинул эту роль после 12 лет в 2008 году.
В 2009 году церемония перенесли на январь, поэтому в тот календарный год премия не вручалась, и следующая прошла в январе 2010 года. Новым ведущим стал Дермот О’Лири, и церемония впервые прошла на O2 Арене, где проходит по сей год.
О’Лири решил покинуть пост ведущего 13 февраля 2019 года. 4 октября 2019 года новым ведущим с 2020 года был объявлен Дэвид Уолльямс. 26-я церемония вручения должна была пройти 26 января, но из-за пандемии COVID-19 была отложена до 20 апреля, а потом ещё перенесена на 9 сентября. В мае 2021 года было объявлено, что Джоэл Домметт проведёт 26-ю церемонию, заменив Уолльямса. 6 апреля 2022 года было объявлено, что Домметт вернётся в роли ведущего в церемонии, которая пройдёт в сентябре на Уэмбли Арене. Церемония 2022 года впоследствии была отложена до 13 октября из-за смерти королевы Елизаветы II. В 2023 году церемония вернулась на O2 Арену.

## Церемонии
Специальная премия за признание (англ. Special Recognition Award) — единственная категория, которая недоступна для публичного голосования и объявляется без номинаций.
| Церемония | Дата             | Место проведения       | Ведущий               | Победитель Специальной премии за признание |
| --------- | ---------------- | ---------------------- | --------------------- | ------------------------------------------ |
| 1-я       | 29 августа 1995  | Конференц-центр Уэмбли | Эймонн Холмс          | Джули Гудиер                               |
| 2-я       | 9 октября 1996   | Альберт-холл           | сэр Тревор Макдональд | Дэвид Джейсон                              |
| 3-я       | 8 октября 1997   | Альберт-холл           | сэр Тревор Макдональд | Робсон Грин                                |
| 4-я       | 27 октября 1998  | Альберт-холл           | сэр Тревор Макдональд | Джон Тоу                                   |
| 5-я       | 26 октября 1999  | Альберт-холл           | сэр Тревор Макдональд | Майкл Бэрримор                             |
| 6-я       | 10 октября 2000  | Альберт-холл           | сэр Тревор Макдональд | Крис Таррант                               |
| 7-я       | 23 октября 2001  | Альберт-холл           | сэр Тревор Макдональд | Дес О’Коннор                               |
| 8-я       | 15 октября 2002  | Альберт-холл           | сэр Тревор Макдональд | Ant&Dec                                    |
| 9-я       | 28 октября 2003  | Альберт-холл           | сэр Тревор Макдональд | сэр Тревор Макдональд                      |
| 10-я      | 26 октября 2004  | Альберт-холл           | сэр Тревор Макдональд | Кэролайн Квентин                           |
| 11-я      | 25 октября 2005  | Альберт-холл           | сэр Тревор Макдональд | Джейми Оливер                              |
| 12-я      | 31 октября 2006  | Альберт-холл           | сэр Тревор Макдональд | сэр Дэвид Аттенборо                        |
| 13-я      | 31 октября 2007  | Альберт-холл           | сэр Тревор Макдональд | Джереми Кларксон                           |
| 14-я      | 29 октября 2008  | Альберт-холл           | сэр Тревор Макдональд | Саймон Коуэлл                              |
| 15-я      | 20 January 2010  | O2 Арена               | Дермот О’Лири         | Стивен Фрай                                |
| 16-я      | 26 января 2011   | O2 Арена               | Дермот О’Лири         | Брюс Форсит                                |
| 17-я      | 25 января 2012   | O2 Арена               | Дермот О’Лири         | Джонатан Росс                              |
| 18-я      | 23 января 2013   | O2 Арена               | Дермот О’Лири         | Джоанна Ламли                              |
| 19-я      | 22 января 2014   | O2 Арена               | Дермот О’Лири         | не вручалась                               |
| 20-я      | 21 января 2015   | O2 Арена               | Дермот О’Лири         | Дэвид Теннант                              |
| 21-я      | 20 января 2016   | O2 Арена               | Дермот О’Лири         | сэр Билли Коннолли                         |
| 22-я      | 25 января 2017   | O2 Арена               | Дермот О’Лири         | Грэм Нортон                                |
| 23-я      | 23 января 2018   | O2 Арена               | Дермот О’Лири         | «Пол О’Грэди: Из любви к собакам»          |
| 24-я      | 22 января 2019   | O2 Арена               | Дермот О’Лири         | Дэвид Димблби                              |
| 25-я      | 28 января 2020   | O2 Арена               | Дэвид Уолльямс        | сэр Майкл Пейлин                           |
| 26-я      | 9 сентября 2021  | O2 Арена               | Джоэл Домметт         | «По долгу службы»                          |
| 27-я      | 13 октября 2022  | Уэмбли Арена           | Джоэл Домметт         | сэр Ленни Генри                            |
| 28-я      | 5 сентября 2023  | O2 Арена               | Джоэл Домметт         | Сара Ланкашир                              |
| 29-я      | 11 сентября 2024 | O2 Арена               | Джоэл Домметт         | Давина Макколл                             |